# Grass Fight
La Grass Fight (in italiano battaglia dell'erba) è stata una piccola battaglia durante la Rivoluzione texana.